# Великоберезовицкая поселковая община
Великоберезовицкая поселковая община (укр. Великоберезовицька селищна громада) — территориальная община в Тернопольском районе Тернопольской области Украины.
Административный центр — посёлок Великая Березовица.
Население составляет 24113 человека. Площадь — 203,7 км².
В соответствии с распоряжением Кабинета Министров Украины от 12 июня 2020 года, в состав общины вошла территория посёлка Великая Березовица, а также Буцневского, Великолукского, Йосиповского, Марьяновского, Миролюбовского, Мышковицкого, Настасовского, Островского и Петриковского сельских советов Тернопольского района.

## Населённые пункты
В состав общины входят 1 посёлок и 12 сёл:
- Посёлок Великая Березовица
- Буцневский старостинский округ:
  - Буцнев
  - Серединки
- Великолукский старостинский округ:
  - Великая Лука
  - Хатки
- Миролюбовский старостинский округ:
  - Миролюбовка
  - Лучка
- Мишковицкий старостинский округ:
  - Мышковичи
- Настасовский старостинский округ:
  - Йосиповка
  - Марьяновка
  - Настасов
- Петриковский старостинский округ:
  - Петриков
- Островский старостинский округ:
  - Остров